# Eygló Harðardóttir

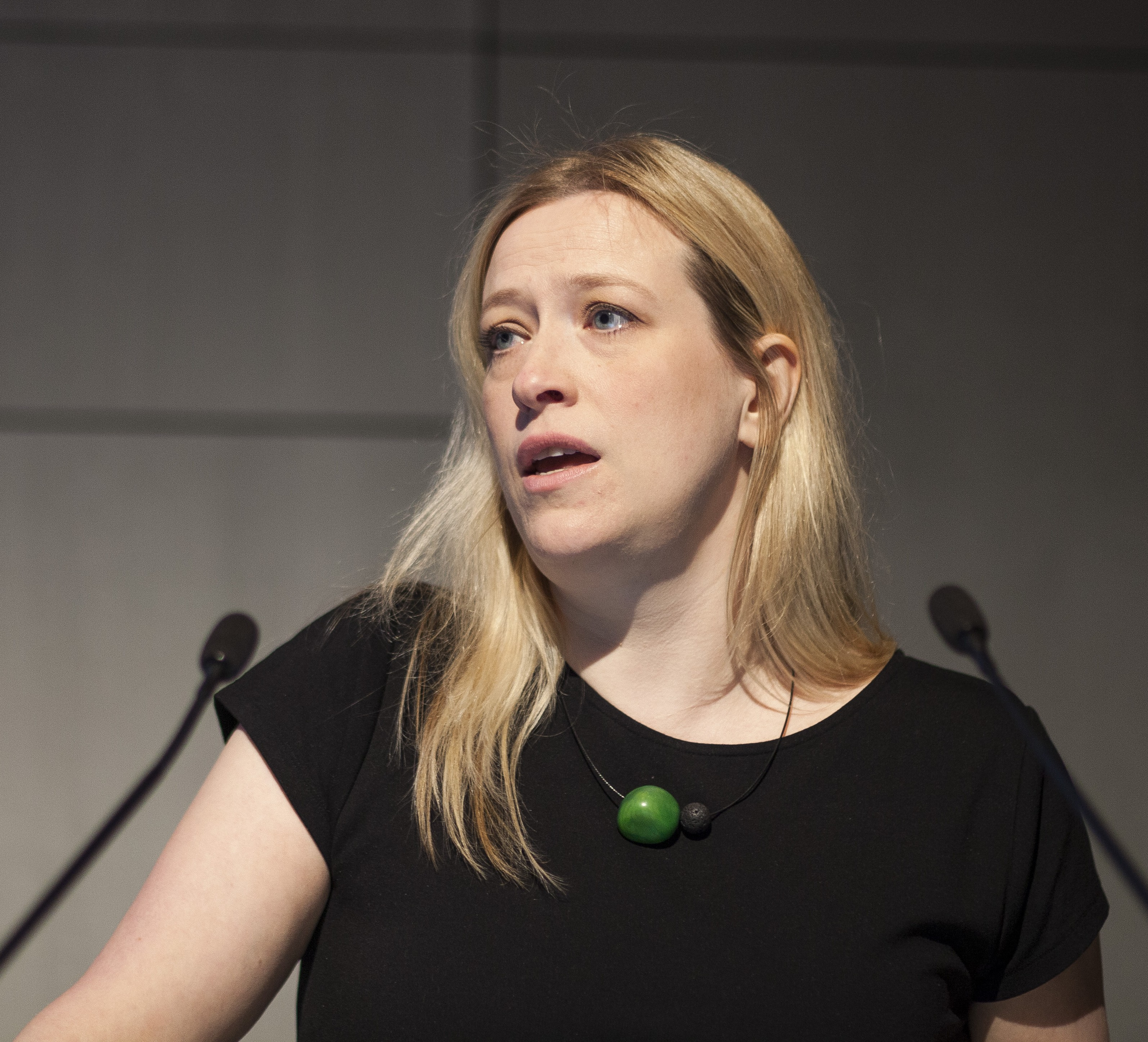
Eygló Harðardóttir (2014)

Eygló Harðardóttir, född den 12 december 1972, är en isländsk politiker. Sedan 23 maj 2013 är hon social- och bostadsminister.
Hon har en fil.kand. i konsthistoria från Stockholms universitet och har studerat ekonomi vid Islands universitet.
Eygló Harðardóttir har sedan 2003 varit aktiv inom det centerpartistiska Framsóknarflokkurinn. Till en början i  kommunalpolitiken, men 2008 valdes hon till ledamot i Alltinget. 